# 쇠돌고래속
쇠돌고래속(Phocoena)은 고래하목 이빨고래류에 속하는 쇠돌고래과 속의 하나이다. 4개 종으로 이루어져 있다.

## 하위 종
- 쇠돌고래 (P. phocoena) - 북태평양과 북대서양, 흑해에 분포
- 바키타 (P. sinus) - 칼리포르니아만에 분포
- 안경돌고래 (P. dioptrica) - 남반구 냉온대 해역에 분포
- 버마이스터돌고래 (P. spinipinnis) - 남아메리카 해안에 분포

## 사진

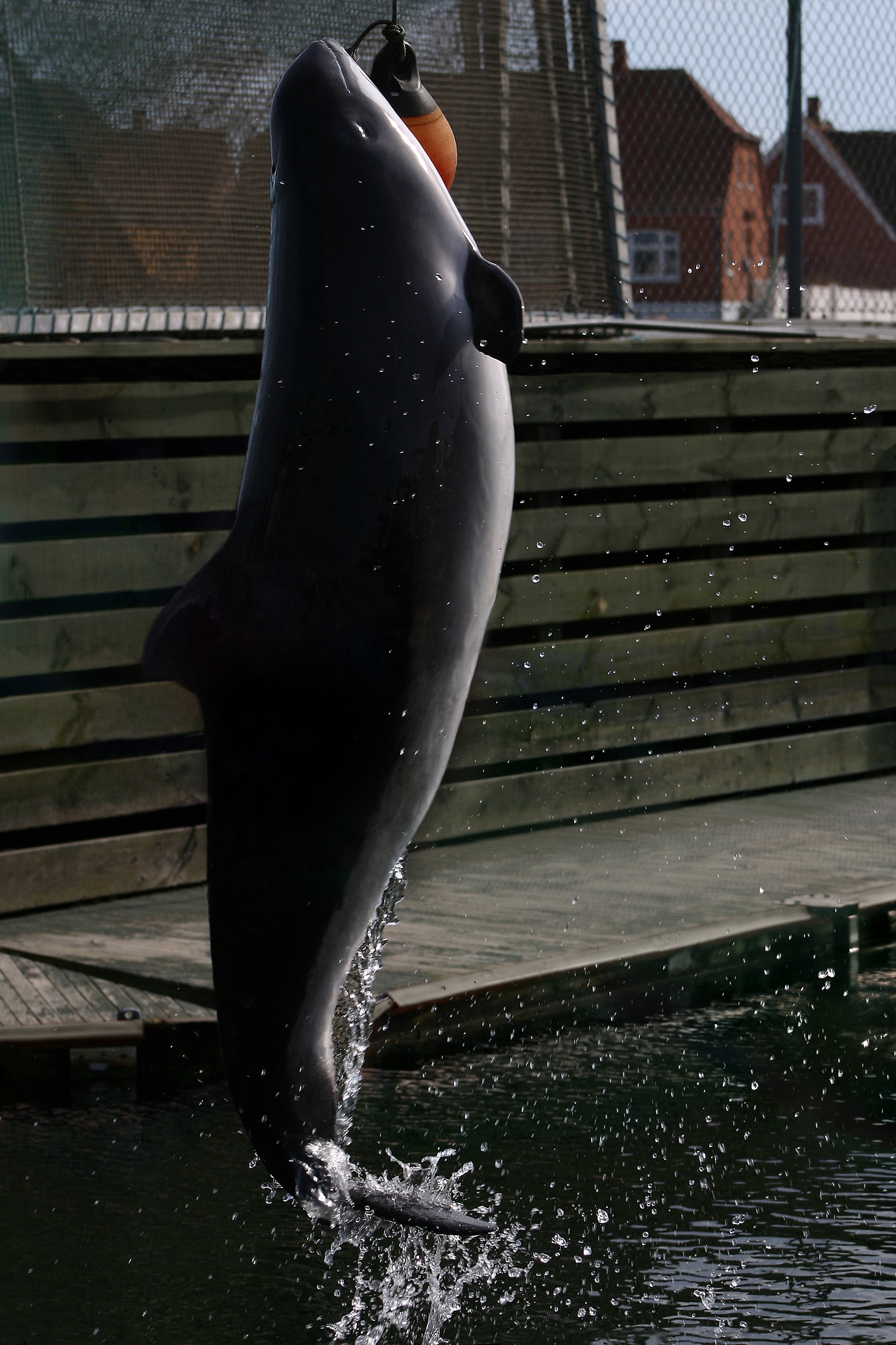
쇠돌고래